# Bruce Boxleitner
Bruce William Boxleitner (Elgin, 12 maggio 1950) è un attore e scrittore statunitense.

## Biografia

### Formazione
Ha frequentato la Prospect High School a Mount Prospect, Illinois e la scuola di teatro Goodman Theater School of Drama of the Art Institute of Chicago (in seguito ribattezzata The Theatre School at DePaul University).

### Carriera di attore e doppiatore
Pur non essendo un attore di primo piano, ha avuto punte di notorietà soprattutto per i ruoli da protagonista nelle serie televisive Alla conquista del West, e poi L'uomo di Singapore, Top secret nel ruolo di Lee Stetson detto Falco e Babylon 5 nel ruolo del capitano John Sheridan.
È apparso anche nella trilogia Kenny Rogers as The Gambler nel ruolo di Billy Montana, a fianco di Kenny Rogers (1980, 1983 e 1987).
Nel 2007 è tornato nel set di Babylon 5 per il film TV Babylon 5: The Lost Tales, uscito in DVD.
È apparso in molte altre fiction televisive, tra cui sono note in Italia la miniserie La figlia del Maharajah, trasmessa da Canale 5, e la serie TV Cedar Cove, trasmessa da RAI 1. Ha partecipato a vari episodi di altre serie e a numerosi film per la televisione, molti dei quali trasmessi anche in Italia, tra cui l'episodio "Stelle di latta" nella serie TV "La libreria del mistero".
Ha interpretato numerosi film, in particolare è stato reso noto al grande pubblico dal film Tron (nel ruolo del personaggio omonimo) e Baltimore Bullet (1980). Ha poi ripreso tali ruoli nel seguito del videogioco Tron 2.0 e nel videogioco Kingdom Hearts II.
Nel 2004 è il protagonista del film Creature del terrore nei panni dello sceriffo James.
Nel 2010 è di nuovo co-protagonista insieme a Jeff Bridges nel sequel di Tron, Tron Legacy.
Nel 2012 torna a doppiare Tron nel videogiochi Kingdom Hearts 3D: Dream Drop Distance.

### Carriera letteraria
Boxleitner ha scritto due romanzi di fantascienza di ambientazione western: Frontier Earth (1999; trad. it.: Pianeta di frontiera, Urania, Mondadori, n. 1396, 10 settembre 2000) e Searcher (2001).

## Vita privata
Dopo un primo matrimonio (1977-1987) con l'ex attrice Kathryn Holcomb, da cui sono nati i figli Sam (1980) e Lee Davis (1985),  si è sposato per la seconda volta il 1º gennaio 1995 con l'attrice Melissa Gilbert dalla quale il 6 ottobre 1995 ha avuto un figlio, Michael Garrett. Negli anni novanta la Gilbert è apparsa come moglie di Boxleitner anche sullo schermo, interpretando il ruolo di Anna Sheridan nel telefilm di fantascienza Babylon 5.
La Gilbert ha annunciato la sua separazione da Boxleitner il 1º marzo 2011 e il divorzio è stato ufficializzato il 25 agosto dello stesso anno.
Dopo aver annunciato il fidanzamento a febbraio 2016, il 5 ottobre 2016 si è sposato per la terza volta con la p.r. Verena King a Kapolei, sull'isola di Oahu, Hawaii.
Dal 2003 Boxleitner fa parte della direzione della National Space Society, un'associazione non profit per la promozione dell'esplorazione dello spazio fondata da Wernher von Braun.

## Filmografia parziale

### Cinema
- Sixpack Annie, regia di Graydon F. David (1975)
- Baltimore Bullet (The Baltimore Bullet), regia di Robert Ellis Miller (1980)
- Tron, regia di Steven Lisberger (1982)
- Breakaway, regia di Don McLennan (1990)
- Sete di giustizia (Diplomatic immunity), regia di Peter Maris (1991)
- Poliziotto in blue jeans (Kuffs), regia di Bruce A. Evans (1992)
- The Babe - La leggenda (The Babe), regia di Arthur Hiller (1992)
- Freefall - Panico ad alta quota (Free Fall), regia di Mario Azzopardi (1999)
- The Perfect Nanny (2000)
- Contagion, regia di John Murlowski (2001)
- Gods and Generals, regia di Ronald F. Maxwell (2003)
- Brilliant, regia di Roger Cardinal (2004)
- Legion of the Dead, regia di Paul Bales (2005)
- King - Il re del mondo perduto (King of the Lost World), regia di Leigh Scott (2005)
- Babylon 5: The Lost Tales, regia di J. Michael Straczynski (2007)
- Dead Space - La forza oscura (Dead Space: Downfall), regia di Chuck Patton (2008) - voce
- Transmorphers: Fall of Man, regia di Scott Wheeler (2009)
- Shadows in Paradise, regia di J. Stephen Maunder (2010)
- Tron: Legacy, regia di Joseph Kosinski (2010)
- 51, regia di Jason Connery (2011)
- The Oath, regia di Ike Barinholtz (2018)

### Televisione
- Mary Tyler Moore – serie TV, 1 episodio (1973)
- Hawaii Squadra Cinque Zero (Hawaii Five-O) – serie TV, episodi 7x07 - 7x20 - 8x21 (1974-1976)
- A Cry for Help – film TV, regia di Daryl Duke (1975)
- Pepper Anderson - Agente speciale (Police Woman) – serie TV, episodio 2x03 (1975)
- Gunsmoke – serie TV (1975)
- Baretta – serie TV, 1 episodio (1976)
- Alla conquista del West (How the West Was Won) – serie TV (1976-1979)
- Assassinio allo stadio (Murder at the World Series) – film TV, regia di Andrew V. McLaglen (1977)
- L'ultima cabriolet (The Last Convertible) – miniserie TV (1979)
- Kenny Rogers as The Gambler – film TV, regia di Dick Lowry (1980)
- Il profumo del potere (Bare Essence) – serie TV, 2 episodi (1982)
- Ho sposato Wyatt Earp (I Married Wyatt Earp) – film TV, regia di Michael O'Herlihy (1983)
- L'uomo di Singapore (Bring 'em Back Alive) – serie TV, 17 episodi (1982-1983)
- Kenny Rogers as The Gambler: The Adventure Continues - miniserie, regia di Dick Lowry (1983)
- Top Secret (Scarecrow and Mrs. King) – serie TV, 89 episodi (1983-1987)
- Attraverso le grandi colline (Louis L'Amour's Down the Long Hills) – film TV, regia di Burt Kennedy (1986)
- I racconti della cripta (Tales from the Crypt) – serie TV, episodio 3x03 (1991)
- Visioni senza volto (Murderous Vision) – film TV, regia di Gary Sherman (1991)
- The Secret – film TV, regia di Karen Arthur (1992)
- Testimonianza pericolosa (Double Jeopardy) – film TV, regia di Lawrence Schiller (1992)
- Babylon 5 – serie TV, 87 episodi (1994-1998)
- La figlia del maharajah (The Maharaja's Daughter) – miniserie TV, regia di Burt Brinckheroff (1994)
- Wyatt Earp - Ritorno al West (Wyatt Earp: Return to Tombstone) – film TV, regia di Paul Landres e Frank McDonald (1994)
- ABC Afterschool Specials – serie TV, 1 episodio (1996)
- Babylon 5: In the Beginning – film TV, regia di Michael Vejar (1998)
- Babylon 5: Thirdspace – film TV, regia di Jesús Salvador Treviño (1998)
- Il tocco di un angelo (Touched by an Angel) – serie TV, episodio 5x10 (1998)
- Babylon 5: A Call to Arms – film TV, regia di Mike Vejar (1999)
- Oltre i limiti (The Outer Limits) – serie TV, episodio 6x13 (2000)
- Twice in a Lifetime – serie TV, 1 episodio (2000)
- Hope Ranch– film TV, regia di Rex Piano (2002)
- She Spies – serie TV, 1 episodio (2003)
- La diga della paura (Killer Flood: The Day the Dam Broke) – film TV, regia di Doug Campbell (2003)
- Creature del terrore (Snakehead Terror) – film TV, regia di Paul Ziller (2004)
- Presenze invisibili (They Are Among Us) – film TV, regia di Jeffrey Obrow (2004)
- Saving Emily – film TV, regia di Douglas Jackson (2004)
- Crossing Jordan – serie TV, episodio 4x12 (2005)
- Una donna alla Casa Bianca (Commander in Chief) – serie TV, episodio 1x02 (2005)
- La libreria del mistero (Mystery Woman) - serie di film TV, episodio 1x08 (2005)
- Killer Instinct (A Killer Upstairs) – film TV, regia di Douglas Jackson (2005)
- Detective, regia di David S. Cass Sr. – film TV (2005)
- American Dad! - serie animata, episodio 2x16 (2006)
- Colpo di fulmine (Falling in Love with the Girl Next Door), regia di Armand Mastroianni – film TV (2006)
- Doppio gioco (Double Cross), regia di George Erschbamer – film TV (2006)
- Pandemic - Il virus della marea (Pandemic) – film TV, regia di Armand Mastroianni (2007)
- Cold Case - Delitti irrisolti (Cold Case) – serie TV, episodio 4x16 (2007)
- Sharpshooter – film TV, regia di Armand Mastroianni (2007)
- Bone Eater - Il divoratore di ossa (Bone Eater) – film TV, regia di Jim Wynorski (2007)
- Giustizia a Oak Hill (Aces 'N' Eights) – film TV, regia di Craig R. Baxley (2008)
- Chuck – serie TV, 2 episodi (2008)
- Heroes – serie TV, 3 episodi (2009)
- NCIS - Unità anticrimine (NCIS) – serie TV, episodi 8x07 - 14x20 (2010-2017)
- Chaos – serie TV, episodio 1x10 (2011)
- Amiche nemiche (GCB) – serie TV, 4 episodi (2012)
- Cedar Cove – serie TV, 30 episodi (2013-2014)
- Gourmet Detective - serie di film TV, episodio Gourmet Detective: Mangia, bevi, muori (Gourmet Detective: Eat, Drink and Be Buried) – film tv (2017)
- Supergirl – serie TV, 10 episodi (2018-2019)
- Quando chiama il cuore (When Calls the Heart) – serie TV, episodio 6x07 (2019)
- Gourmet Detective - serie di film TV, episodio Gourmet Detective - Il manuale dello chef (Gourmet Detective: Roux the Day) – film TV (2020)

## Doppiatori italiani
Nelle versioni in italiano delle opere in cui ha recitato, Bruce Boxleitner è stato doppiato da:
- Massimo Giuliani in Alla conquista del West, Top secret (st. 1-3), Il profumo del potere, Baltimore Bullet
- Luca Ward in Top secret (st. 4), Babylon 5 (st. 4-5), Contagion
- Mario Cordova in Babylon 5 (st. 2-3), Amiche nemiche
- Ambrogio Colombo in Chuck, Cedar Cove
- Luca Biagini in Tron Legacy, NCIS - Unità anticrimine (ep. 8x07)
- Fabrizio Pucci in Babylon 5 (ridoppiaggio), NCIS - Unità anticrimine (ep. 14x20)
- Antonio Colonnello in Tron
- Massimo Lodolo in Sete di giustizia
- Fabrizio Temperini in Visioni senza volto
- Gianluca Tusco in La figlia del Maharaja
- Luciano Roffi in L'uomo di Singapore
- Massimo Milazzo in Creature del terrore
- Luciano De Ambrosis in Cold Case - Delitti irrisolti
- Michele Gammino in Poliziotto in blue jeans
- Marco Mete ne Il segreto
- Saverio Indrio in Pandemic - Il virus della marea
- Stefano De Sando ne La diga della paura
- Sergio Luzi in Un amore inaspettato
- Gianluca Machelli in Supergirl (ep. 4x02, 4x04, 4x08)
- Paolo Maria Scalondro in Supergirl (ep. 4x12-13, 4x17-18, 4x20-21-22)

Da doppiatore è sostituito da:
- Luca Biagini in Tron: Uprising
- Natale Ciravolo in Spec Ops: The Line